# Wheels magazine
Wheels magazine je australský magazín s automobilovou tematikou, který vadává nakladatelství ACP Magazines. Časopis založil v květnu 1953 Athol Yeomans. Wheels Magazine byl prvním automobilovým časopisem prodávaným v Austrálii, před ním se zde prodávaly jen americklé a evropské tiskopisy. Od roku 1963 vyhlašuje vlastní anketu Auto roku.